# Synopeas rugosiceps
Synopeas rugosiceps är en stekelart som först beskrevs av Jean-Jacques Kieffer 1926.  Synopeas rugosiceps ingår i släktet Synopeas och familjen gallmyggesteklar. Inga underarter finns listade i Catalogue of Life.